# Roman Týce
Roman Týce est un footballeur tchèque, né le 7 mai 1977 à Roudnice nad Labem. Il évolue au poste de milieu de terrain du milieu des années 1990 au début des années 2010.
Formé au Sparta Prague, il joue ensuite au Slovan Liberec avant de rejoindre l'Allemagne, et d'évoluer au Munich 1860 puis, au SpVgg Unterhaching où il termine sa carrière.
Il compte vingt-cinq sélections pour un but inscrit avec la Tchéquie et dispute l'Euro 2004.